# John Witherspoon

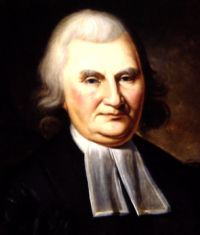
John Witherspoon

John Knox Witherspoon (* 5. Februar 1723 in Gifford, Schottland; † 15. November 1794 bei Princeton, New Jersey) war ein schottischer Presbyterianer, nach seiner Auswanderung nach Amerika Dekan des College of New Jersey (der heutigen Princeton University) und 1776 einer der Unterzeichner der Unabhängigkeitserklärung der Vereinigten Staaten.

## Leben
Witherspoon wurde als Sohn des presbyterianischen Pfarrers James Witherspoon († 1759) in Gifford, Haddingtonshire, geboren. Er besuchte die Haddington Grammar School, studierte an der Universität von Edinburgh und erhielt im Jahr 1739 den Titel eines Magister der Philosophie. Im Jahr 1768 emigrierte er nach New Jersey, wo er zum Präsidenten des College of New Jersey wurde. Er wurde Abgeordneter im Kontinentalkongress.
Im November 1778 wurden die Gebäude des College of New Jersey von den Briten zerstört. Nach dem Unabhängigkeitskrieg organisierte Witherspoon den Wiederaufbau. Im Jahr 1792 erblindete er.
Die Schauspielerin Reese Witherspoon hat angegeben, dass sie eine direkte Nachfahrin von John Witherspoon sei, allerdings wurde ihre Abstammung nicht von Genealogen bestätigt, die sich auf die Nachfahren der Unterzeichner der amerikanischen Unabhängigkeitserklärung spezialisiert haben.